# 印度尼西亚执法
印度尼西亚执法主要由国家警察以及总统、内阁部门或国有企业（BUMN）下属的其他执法机构执行，这些机构为某些公共服务履行警务职责，受到国家警察的监督和培训。国家警察基本上就是负责执行国家法律和秩序的全国执法机构。

## 警察

### 印尼国家警察

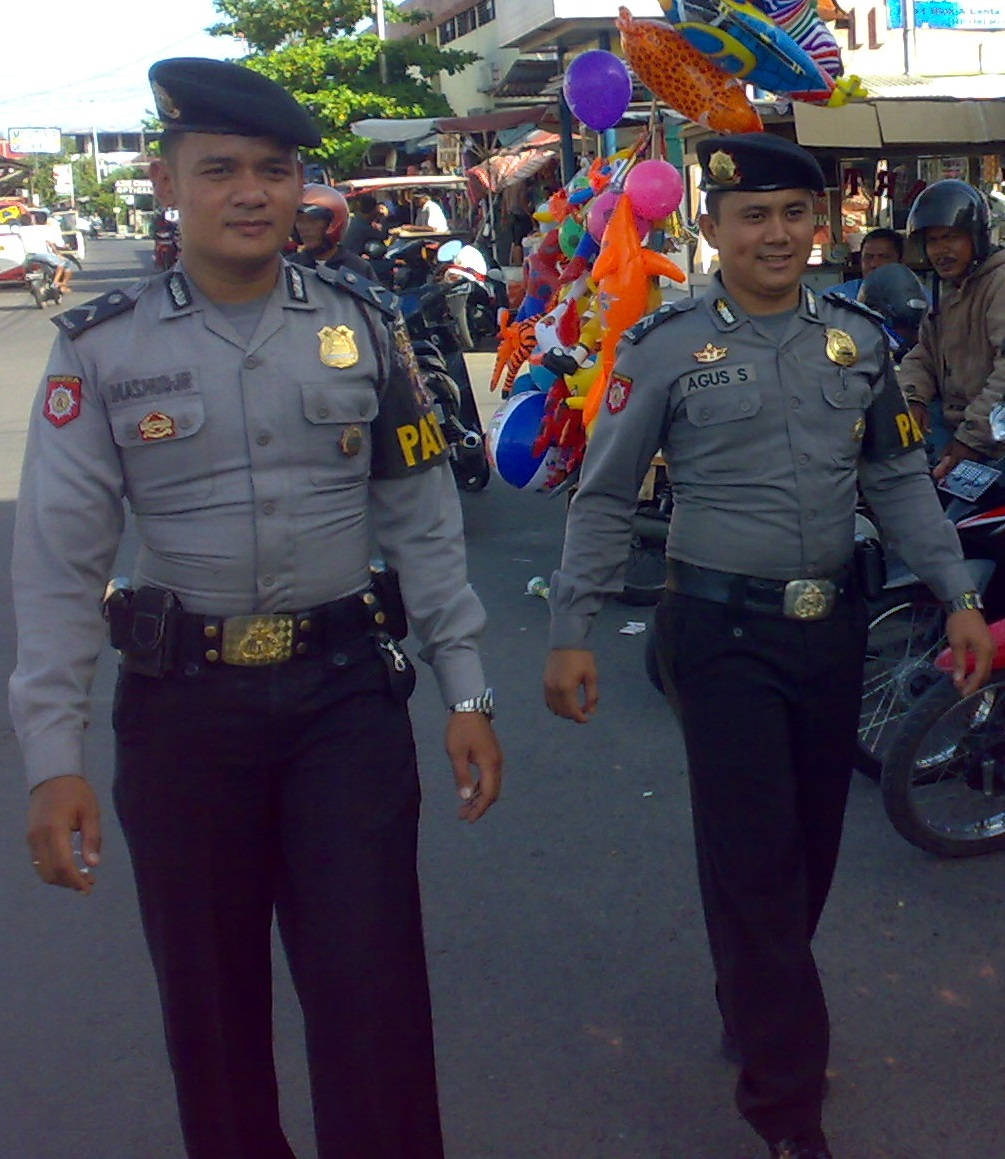
印度尼西亚国家警察的警员

印尼国家警察（Kepolisian Negara Republik Indonesia，简称Polri）是负责维护公共安全、执法和社会秩序，并为人民社区提供保护和服务的主要机构。国家警察是一个中央集权组织，职责范围包括交通管制、刑事侦查、情报收集和反恐工作。印尼国家警察是全国最高执法机构，国家警察总部（Mabes Polri）是国家警察的最高指挥中心，总部位于南雅加达新峇油兰杜魯諾佐約街，国家警察首长受命于印度尼西亚总统。
国家警察总部监督全国各省警察，每个省（provinsi）都有独立的省警察总部，称为“Polda”，即“Kepolisian Daerah”（区域警察）的缩写；省警察总部监督其下若干市（kota）和县（kabupaten）的警察部门，市县警察被称为“Polres”（Kepolisian Resort）；其下再监督若干区（kecamatan）的警察局，称为“Polsek”（Kepolisian Sektor）。

#### 警察特种部队
88特别分队（Densus 88）
88特别分队（Detasemen Khusus 88）是印尼国家警察执行反恐工作的特别行动部队。
机动旅部队（Brimob）
机动旅部队（Korps Brigade Mobil）是印尼国家警察负责高风险执法的准军事部队，如：镇压叛乱、防暴和解救人质。

### 市政警察
市政警察（Satuan Polisi Pamong Praja，简称Satpol PP）隶属地方政府单位，职责是执行地方条例，例如：对非法定居点和建筑物采取取缔行动、维持小贩和街头表演者的公共秩序、保护城市财产的安全等，受到印度尼西亚内政部监督。他们的制服颜色是深绿卡其色，雅加达市政警察有时穿着橙色马球衫和卡其色工装裤。

### 森林警察
印度尼西亚护林员（Polisi Kehutanan，简称Polhut）隶属環境與森林部，职责是在国家公园执行巡逻任务，打击非法砍伐森林的犯罪活动。

### 监狱警察
印尼狱警（Polisi Khusus Lembaga Pemasyarakatan，简称Polsuspas）隶属法律和人权部，负责监管全国各地的監獄设施，统一穿着蓝色制服。

### 铁路警察
印尼铁路警察（Polisi Khusus Kereta Api，简称Polsuska）隶属印尼铁路公司的铁路警察部门。他们不属于政府单位，但接受国家警察的培训教育，穿着黑色制服和橙色贝雷帽。

### 离岛和沿海地区警察
离岛和沿海地区警察（Polisi Khusus Pengelolaan Wilayah Pesisir dan Pulau-Pulau Kecil，简称Polsus PWP3K）是隶属海事和渔业部的执法单位。他们在沿海地区和偏远岛屿进行巡逻，并对损害海洋自然资源的行为采取行动。

### 农业检疫警察
农业和动物检疫警察（Polisi Khusus Badan Karantina Pertanian）是农业部农业检疫部下属的警察单位，负责履行农业和动物检疫方面的执法工作。

### 军事警察
印尼国家武装部队宪兵司令部（Puspom TNI）是执行军法的军事机构，负责维持军事安全和秩序，并整顿军队的风纪管理，辖下有三个负责监督的宪兵组织，即：陆军宪兵队、海军宪兵队和空军宪兵队。

## 海事执法机构

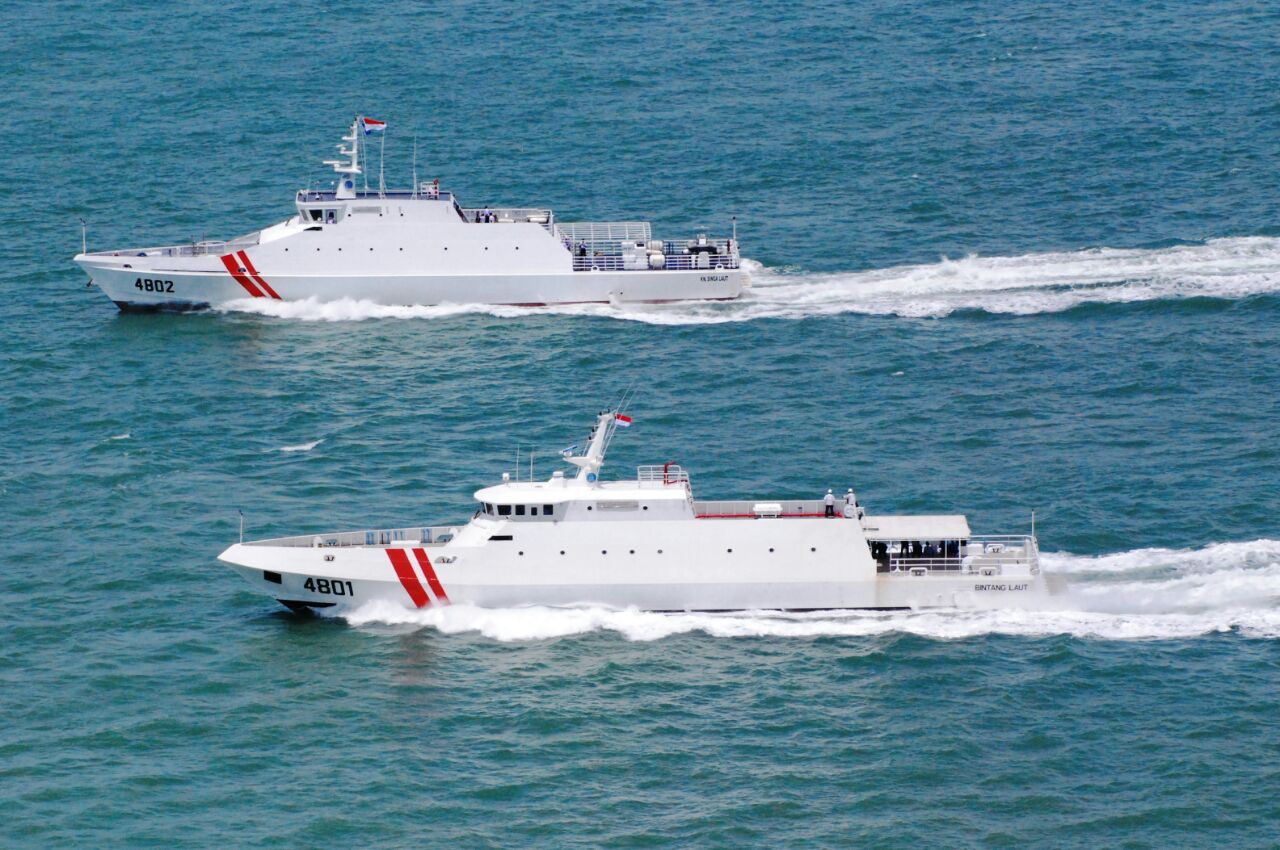
印尼海事安全局的巡逻艇

### 海事安全局
海事安全局（Badan Keamanan Laut，简称Bakamla）是印度尼西亚共和国的海上巡逻队，作为一个非部级政府机构，通过政治、法律和安全事务协调部向总统负责。海事安全局的职务是在印尼领海和司法管辖范围内，进行保安和安全巡逻工作。

### 海洋和海岸监管单位
海洋和海岸监管单位（Kesatuan Penjagaan Laut dan Pantai，简称KPLP）是隶属于印度尼西亚交通部海运总局的政府机构，主要职能是确保印尼海域内航运活动的安全，并制定和执行有关海上巡逻和安全的规范和程序，以及技术指导、评估和报告。这些工作是与海事安全局、国家警察水警队等其他海上执法机构协调进行，在某些情况下还与印尼海军进行合作。

### 国家警察水警队

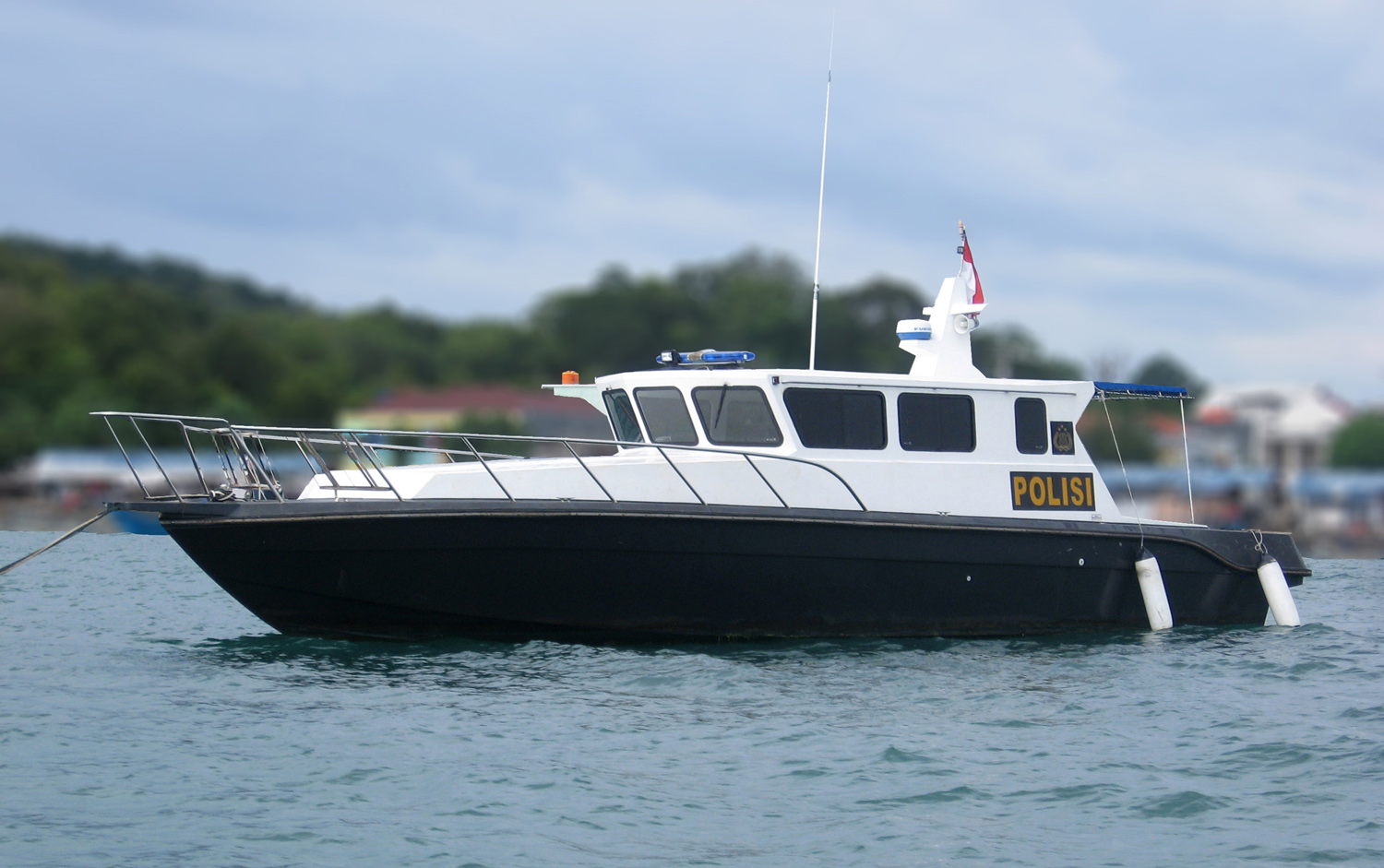
印尼国家警察的巡逻艇

印尼国家警察设有水上警察部门（Polisi Perairan，简称Polair），负责在海上执行法律，并加强海岸和水域的公共安全和秩序。

### 海洋资源和渔业监管局

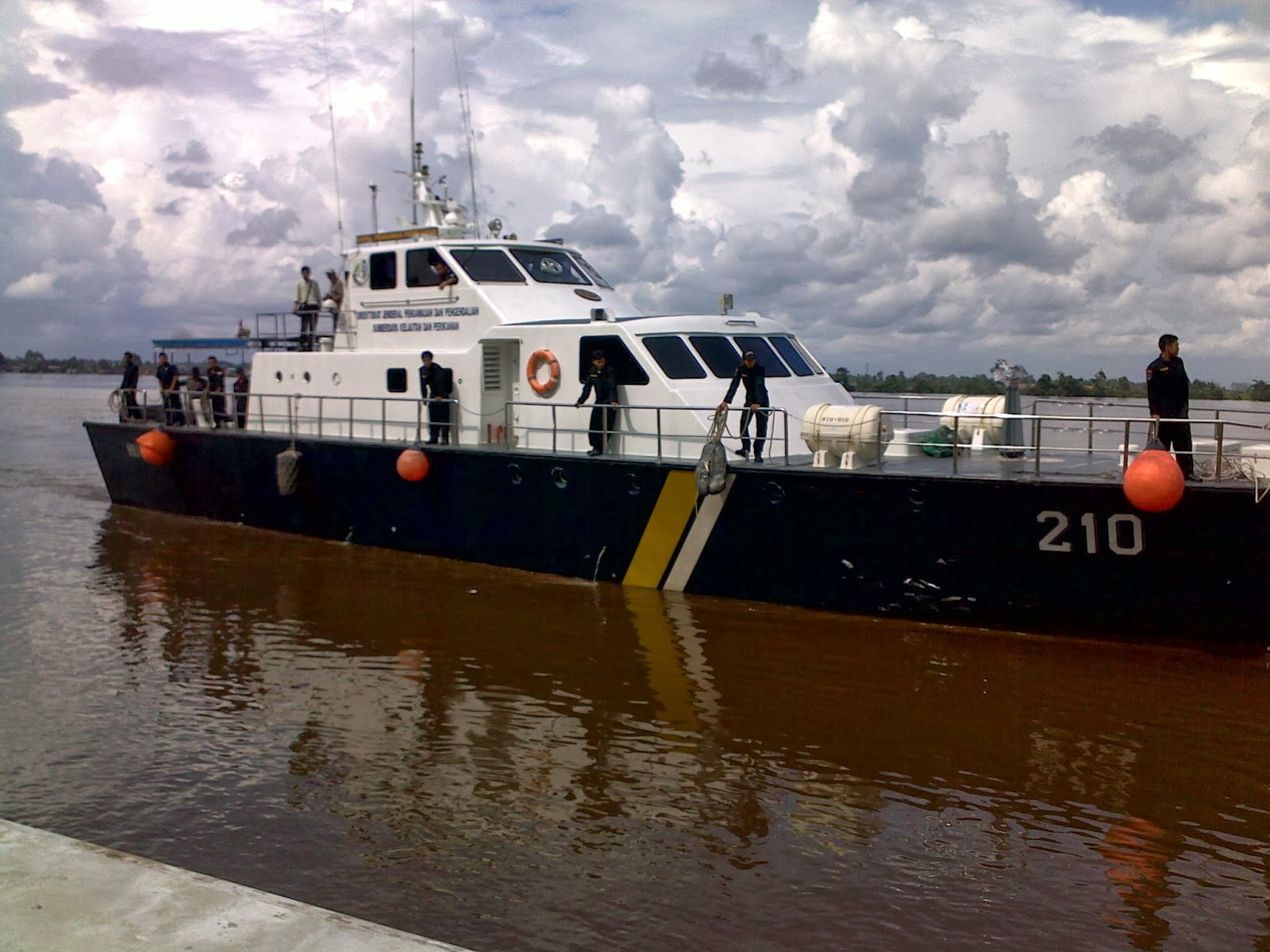
海洋资源和渔业监管局的巡逻艇

海洋资源和渔业监管局（Pengawasan Sumber Daya Kelautan dan Perikanan，简称PSFKP）是海洋事务和渔业部辖下的政府机构。根据第165/2000号总统令于2000年11月23日正式成立，负责监督印尼海洋和渔业资源。

### 批评
印尼政治观察家对存在多个海事执法机构的情况，提出过许多批评，这些执法机构往往在该国海域相互重叠。截至2015年，印尼海域有来自不同政府部门的12个机构进行执法工作。 印尼海军在某些情况下，也被印尼宪法授权进行海上执法。 自2011年起，已有计划将这些不同的海事执法机构，合并成为单一的海岸警卫队。 2020年2月，佐科·维多多总统宣布计划，决定让海事安全局成为“印度尼西亚海岸警卫队”。 2021年，印尼政府起草新行的海事安全法令，以解决海事执法的权力重叠问题。 2022年3月，颁布《印度尼西亚领海和管辖区的海上保安、安全和执法治理条例》，并指定海事安全局为所有海事执法机构的协调机构。
然而，人民代表会议于2024年9月通过第17/2008号航运法第三次修订，将印尼海洋和海岸监管单位（KPLP）指定为唯一的海岸警卫队，与海事安全局发生法律冲突；因为海事安全局虽然缺乏法律认可，但一直默认使用“印尼海岸警卫队”的称呼。这种重叠身份引起国内和国际合作下，可能导致法律认可和执法有效性的混乱。

## 其他执法机构

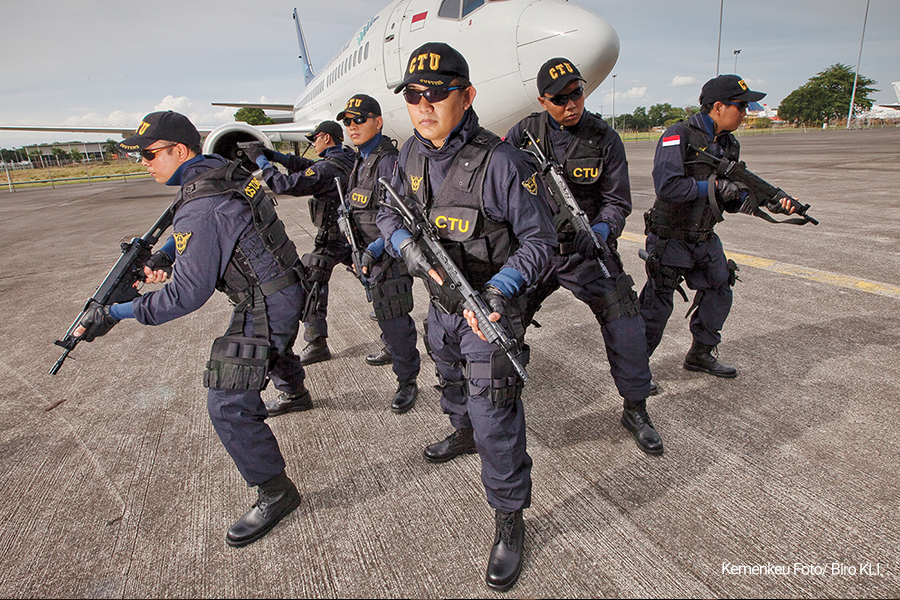
印尼海关总署的海关机动部队（CTU）

参与国家执法的其他类型的政府机构，包括：
1. 公诉机关（英语：Public Prosecution Service (Indonesia)）
2. 肃贪委员会（英语：Corruption Eradication Commission）（KPK）
3. 国家麻醉品局（英语：National Anti-Narcotics Agency (Indonesia)）（BNN），预防和调查非法药物滥用的专门机构
4. 国家反恐局（英语：National Agency for Combating Terrorism）（BNPT）
5. 海关总署（英语：Directorate General of Customs and Excise (Indonesia)）
6. 税务局（英语：Directorate General of Taxes (Indonesia)），执行有关税收的法律
7. 移民总署（英语：Directorate General of Immigration (Indonesia)），执行有关移民的法律
8. 金融服务管理局（英语：Financial Services Authority (Indonesia)）
9. 核能监管局（英语：Badan Pengawas Tenaga Nuklir），执行核能源领域的法律
10. 国家药品和食品管理局（英语：National Agency of Drug and Food Control of Republic of Indonesia），监管食品、药品和化妆品
11. 通信和信息技术部（英语：Ministry of Communication and Informatics (Indonesia)）属下邮电资源装备总署，执行无线电和信息技术的法律
12. 能源和矿产资源部（英语：Ministry of Energy and Mineral Resources (Indonesia)）
13. 工业部（英语：Ministry of Industry (Indonesia)）
14. 贸易部（英语：Ministry of Trade (Indonesia)）
15. 卫生部（英语：Ministry of Health (Indonesia)）
16. 交通部（英语：Ministry of Transportation (Indonesia)），监督和执行运输领域的法律，下辖交通局（Dishub, Dinas Perhubungan）负责对黄牌车（公共交通车辆和其他大型车辆）进行执法，并对违规停车者采取行动
17. 个人资料保护局，执行个人资料保护的法律